# گلن‌دیل (کارولینای جنوبی)
گلن‌دیل (به انگلیسی: Glendale) یک منطقهٔ مسکونی در ایالات متحده آمریکا است که در شهرستان اسپارتانبرگ، کارولینای جنوبی واقع شده‌است. گلن‌دیل ۰٫۵۴۹ کیلومتر مربع مساحت و ۳۰۷ نفر جمعیت دارد.